# 集産主義
集産主義（しゅうさんしゅぎ、英語: collectivism）とは、国家が生産手段などの集約化・計画化・統制化を行う経済思想または経済体制である。類義語として、社会主義やファシズムなどがある。経済以外の用語については集団主義を参照。

## 概要
一般に社会における自由放任の経済状況に対して、公共の福祉のために中央集権的な統制の必要を強調する信念や方法などを指す。現在では、国家の経済への介入や計画全般を指す用語となった。
集産主義は通常、共同体や社会集団、国家などに焦点を当てる。共産主義や民主主義から、全体主義や国家主義までの異なった政治的および経済的な概念の多くによって、幅広く使用されている（例えば財団 など）。
集産主義の形態の1つとされるコーポラティズムの視点では、個人的な部分よりもその合計の方が価値があると考え、個人的な権利よりも集団の権利に優先順位を与える。この種の集産主義の哲学的な基盤は、ホーリズムや有機体論にも関連している。特に1つの全体として見た社会を、その社会を構成する個々の個人よりも、より意味または価値を持つとみなす。一般的には個人主義に反対する概念であるが、大多数の哲学的・政治的・経済的なシステムは、集産主義と個人主義の側面の両方をある程度持っている。
集産主義は、社会主義や共産主義やファシズムなどの運動で、20世紀に色々な意味で使われている。最少の集産主義は社会民主主義で、不平等で抑制の無い資本主義の弊害を、国家の規制や収入の再配分や色々なレベルでの公的所有の計画によって減少させようとする。共産主義のシステムでは、集産主義はより極端に徹底され、最小限の私有財産と最大限の計画経済が進められる。
集産主義は必ずしも国家や政府や階層的な制度を必要としない。無政府主義の1種である集産主義的無政府主義や無政府共産主義は、集産主義の1種である。初期の著名な共産主義者であるミハイル・バクーニンは集産主義者で、彼らは生産手段の私有から集中財 (collective property) への変換を主張したが、その所有形態は政府よりも、非中央化された共同体のゆるやかな集合によるべきと主張した。
無政府共産主義は非政府の集産主義の更に包括的な形態で、生産手段だけではなく労働の生産物も同様に集中化させることを主張する。ピョートル・クロポトキンは、以下のように主張した。「住居や施設や工場が分離された所有に属している限り、賃金の支払いが必要で、施設や工場で働くことを許されるか、他方では家で生活するしかない。所有者は労働者に、日用品の全種類のために、金貨や紙幣や小切手などを支払う。しかし我々はどのようにして、家や施設や工場をもはや私有財産ではなく共同体または国家の所有とした、新しい賃金体系を定義できるだろうか 。」

## 集産主義の例
主にソ連型社会主義・ファシズム・ナチズムなどの、全体主義政権下で採用された。ファシズムはコーポラティズムにより、基幹産業の国営化と統制経済を行った。マルクス・レーニン主義を掲げるソ連型社会主義は産業の国営化と計画経済を行っていた。
ソ連の集団農場による集団化（Collectivization）は、集産主義の典型と言える。イスラエルのキブツも集産主義的な共同体である。この他に日本の統制派による国家総動員法や、アメリカのニューディール政策なども集産主義と呼ばれることがある。また、発展途上国における開発独裁などにおいても国威発揚や経済力弱体の克服手段として、鉱山などにおいて限定的に採用されている事が多い。

## 批判
憲法学者アルバート・ヴェン・ダイシーは、集産主義を「民衆の幸福を目的とし、それが何であるかを、公務に就いていないどの人物に比べても、あるいは民衆自身が寄り集まったものに比べてもよりよく知っている、あるいは知っていると考える専門家たちないしは公務に就いている者たちによって担われる政府」としたうえで、集産主義は個人から自立を奪うとして、イギリス自由主義の伝統になじまないと批判した。
経済学者アルフレッド・マーシャルは、生産手段の所有と管理を国家に移転させようとする集産主義者（コレクティビスト）支配が拡大され、自由企業の領域が制限されるならば、官僚的手法の圧力によって、物質的富だけでなく、人間性のより高い資質の多くもまた損なわれると集産主義の危険を説いた。
経済学者フリードリヒ・ハイエクはリバタリアニズムと経験主義の立場から、共産主義もファシズムも集産主義という面では同根であり、根本にはエリートが経済をより良く管理できるという理性至上主義の傲慢な全体主義があると批判している。
またジョージ・オーウェルの小説『1984年』は反全体主義・反集産主義のバイブルとも呼ばれた。この小説に登場する独裁政党の政治思想・イングソック（イングランド社会主義）は、政府宣伝によれば社会主義の一種ということになっているが、支配者たちはその正体を「少数独裁制集産主義」とみなしている。